# Gustavo Farrera
Gustavo Farrera (* 24. Juli 1954 in Charallave) ist ein venezolanischer Sänger.
Farrera begann seine musikalische Laufbahn achtjährig in Trino Muñoz’ Kinderprogramm beim Fernsehsender TVN 5. Später wurde er Mitglied in Ángel Briceños Sonora Miranda. Einige Jahre darauf trat er als Sänger neben Pedro Urbina und Ely Méndez mit der Gruppe Cainama auf.
Nach weiteren Erfahrungen mit den Los Armónicos von Pepe Molina und Manolo Monterrey, Ali Ramos und seinem Orchester und anderen Gruppen wurde er 1975 mit Ely Méndez und Cheo García sowie etwas später Oswaldo Delgado Mitglied von Billo Frómetas Caracas Boys, denen er bis 1980 angehörte.
1980 wurde er Solosänger der Los Melódicos, wo er mit Musikern wie Manolo Monterrey, Perucho Navarro, Molly Dick und Chico Salas auftrat und mit Ricardo Portillos Song Amparito bekannt wurde. Darauf wurde er Sänger beim Orqusta La Tremada und gründete schließlich mit José Luis Marea, Cheo García, Memo Morales und Gilberto Riera das Gran Orquesta de Cheo y Memo, das von Ricardo Hernández geleitet wird.